# Колле, Венсан
Венсан Флоран Антуан Колле (фр. Vincent Florent Antoine Collet; род. 6 июня 1963, Сент-Адресс) — французский баскетболист и тренер.

## Карьера игрока
Колле начал баскетбольную карьеру в сезоне 1980/1981 в составе клуба третьего дивизиона Франции, который был любительским. В сезоне 1981/1982 начал профессиональную карьеру в клубе «Ле-Ман». В составе «Ле-Мана» в 1982 году стал чемпионом Франции.
Всего отыграл в чемпионате Франции 13 сезонов, выступал также за «Кан» и АСВЕЛ. Кроме того, последние 4 сезона провёл во второй лиге французского чемпионата, где выступал за клуб «Гавр».

## Карьера тренера

### Клубная
Тренерская карьера Колле началась в 1998 году, когда он стал ассистентом главного тренера баскетбольного клуба «Ле-Ман». С 2000 года восемь лет являлся главным тренером команды. С «Ле-Маном» в 2006 году стал чемпионом Франции, в 2004 году выиграл Кубок Франции, а также в 2006 году сделал «золотой дубль», выиграв Кубок Лиги. Дважды (в 2001 и 2004) признавался Лучшим тренером Франции.
В сезоне 2008/09 возглавил АСВЕЛ, который привёл к чемпионскому титулу. В сезоне 2015/2016 тренировал «Страсбур», с которым дошёл до финала Еврокубка, где уступил турецкому «Галатасараю». Также в этом сезоне признавался «Лучшим тренером Франции». После того, как контракт с клубом закончился, стороны решили его не продлевать.
Однако, после неудачного сезона 2016/17 команда вновь пригласила Коле, который 27 октября 2016 года подписал с клубом новый контракт.

### Международная
В марте 2009 года стал главным тренером сборной Франции после того, как команда неудачно выступила в отборочном турнире к чемпионату Европы по баскетболу 2009 года. В итоге команда попала на турнир через дополнительный отбор. После этого Коле стал главным тренером команды на всех важнейших турнирах, начиная с Евробаскета 2009 года. На турнире сборная Франции заняла 5-е место, что позволило отобраться на Чемпионат мира по баскетболу 2010.
На Евробаскете 2011 привёл команду к серебряным медалям. Также он стал первым тренером в истории французской сборной, который привёл команду к золоту на Чемпионате Европы 2013 года, который проходил в Словении. На чемпионате мира 2014 года с командой завоевал бронзовую медаль. Кроме того, был главным тренером команды на Евробаскете 2017 года.
Также возглавлял сборную Франции на Олимпийских играх 2012, 2016, 2020, 2024.
Колле провёл в сборной 15 лет с марта 2009 по сентябрь 2024 года, и стал самым успешным тренером в истории национальной команды. В его активе 8 медалей: 2 олимпийских серебра, 2 бронзы чемпионатов мира, и медали всех достоинств (2 серебра) Евробаскета.